# Pantoporia mortifacies
Pantoporia mortifacies är en fjärilsart som beskrevs av Butler 1875. Pantoporia mortifacies ingår i släktet Pantoporia och familjen praktfjärilar. Inga underarter finns listade i Catalogue of Life.